# Норт Марисвил (Вашингтон)
Норт Марисвил (енгл. North Marysville) насељено је место без административног статуса у америчкој савезној држави Вашингтон.

## Демографија
По попису из 2010. године број становника је 108, што је 21.053 (-99,5%) становника мање него 2000. године.
| Група             | 2000.          | 2010.      |
| Белци             | 18.540 (87,6%) | 77 (71,3%) |
| Афроамериканци    | 150 (0,7%)     | 2 (1,9%)   |
| Азијати           | 708 (3,3%)     | 0 (0,0%)   |
| Хиспаноамериканци | 973 (4,6%)     | 29 (26,9%) |
| Укупно            | 21.161         | 108        |